# 清水 (松本市)
清水（しみず）は長野県松本市の市街地の東部の町名。現行行政地名は清水1丁目及び清水2丁目。住居表示実施済み。郵便番号は390-0805。

## 概要
やまびこ道路沿いにあるイオンモール松本も近く、松本駅前の繁華街も徒歩圏に入る好立地にあるため、多くの買い物客が訪れる。また、3階建て程度のビルや10階建て程度のマンションも多い。2丁目は住宅が中心である。清水中学校は木のぬくもりを大切にするため木造作りである。
槻井泉神社には古来からの湧き水があり、江戸時代には湧き水を利用した染物や製糸業、紙漉きなどが盛んだった。地名もこれに基づくとされている。清水西地区は庄内村、清水中・清水東地区は埋橋村に属していた。

## 歴史
- 1966年（昭和41年）9月1日 - 1〜2丁目で住居表示実施[4]。

## 世帯数と人口
2018年（平成30年）10月1日現在の世帯数と人口は以下の通りである。
| 丁目      | 世帯数  | 人口    |
| --------- | ------- | ------- |
| 清水1丁目 | 354世帯 | 629人   |
| 清水2丁目 | 474世帯 | 1,046人 |
| 計        | 828世帯 | 1,675人 |

## 交通

### 道路
- 長野県道67号松本和田線

## 施設
- 松本市立清水小学校
- 松本市立清水中学校
- 松本清水郵便局